# Язестрів
Язестрів (пол. Jazestrów) — гірський потік в Україні, у Сколівському районі Львівської області у Галичині. Правий доплив Стрию, (басейн Дністра).

## Опис
Довжина потоку приблизно 3,91 км, найкоротша відстань між витоком і гирлом — 3,49  км, коефіцієнт звивистості потоку — 1,12 . Формується багатьма безіменними гірськими струмками. Потік тече у гірському масиві Сколівські Бескиди (зовнішня смуга Українських Карпат).

## Розташування
Бере початок у мішаному лісі між горами Войків Чертеж (1077 м) та Валечнина (1184 м). Тече переважно на південний захід через лісову гору Язестрів, понад горою Похар (865 м) і на північно-західній околиці села Жупани впадає у річку Стрий, праву притоку Дністра.

## Цікавий факт
- Неподалік від потоку розташований Верецький перевал[3].